# Lorenzo Casetti
Lorenzo Casetti (Trento, 14 settembre 1993) è un hockeista su ghiaccio italiano, milita come difensore nell'Hockey Club Asiago, squadra della Alps Hockey League, e nella Nazionale italiana.

## Carriera

### Club
Casetti iniziò la propria carriera giocando nelle giovanili del Trento, squadra della sua città, per trasferirsi poi all'età di 15 anni all'EV Bozen 84 e debuttando in prima squadra nella stagione 2010-2011 (in Serie A2). L'anno seguente si trasferì invece a Pergine (altra squadra del campionato cadetto) giocando comunque parte della stagione sempre nelle giovanili dell'EV Bozen.
Fu quindi ceduto in prestito all'HC Bolzano, debuttando in serie A dove però giocò un solo incontro. L'anno seguente, nel corso della prima parte di stagione si divise ancora tra il Pergine e il Bolzano, chiamato dai campioni d'Italia in carica per rinforzare la difesa biancorossa, tuttavia venne schierato solamente in due partite prima di essere rispedito al farm-team. Col Bolzano vinse comunque la supercoppa.
Successivamente venne acquistato dall'Asiago Hockey che si trovò in penuria di difensori e che avendo già raggiunto il tetto massimo di 6 transfer card schierabili e non trovando difensori italiani free agent da mettere sotto contratto puntò quindi sul giovane Casetti, che il Pergine cedette anche per problemi finanziari. Casetti ben presto nell'Asiago si mise in luce ed iniziò a giocare con regolarità anche grazie alla fiducia ripostagli dal tecnico giallorosso John Parco, al contrario di quanto aveva fatto l'head coach del Bolzano, Brian McCutcheon: nella prima partita dei playoff scudetto, Casetti segnò la sua prima rete in Serie A trafiggendo proprio la gabbia del Bolzano. Vinse poi il suo primo titolo italiano già all'età di 19 anni. Nella successiva stagione venne quindi riconfermato nel roster dell'Asiago dove giocò in prima linea assieme al veterano Michele Strazzabosco e dove disputò anche la sua prima Continental Cup (l'Asiago vinse il girone di semifinale, inoltre Casetti segnerà anche una rete nella SuperFinal di Rouen), in questa stagione l'Asiago si aggiudicò anche la supercoppa, che Casetti aveva già alzato al cielo l'anno prima. Ancora nel roster vicentino, l'anno seguente alzò al cielo il suo secondo tricolore.

### Nazionale
Casetti entrò nell'ambito della Nazionale italiana nel 2011, prendendo parte ai mondiali di categoria Under-18. L'anno successivo prese parte al mondiale di categoria Under-20. L'esordio con la Nazionale maggiore avvenne durante le Universiadi del Trentino 2013, chiuse al sesto posto.

## Palmarès

### Club
- Campionato italiano: 5

Asiago: 2012-2013, 2014-2015, 2019-2020, 2020-2021, 2021-2022
- Supercoppa italiana: 5

Bolzano: 2012
Asiago: 2013, 2020, 2021, 2022
- Alps Hockey League: 2

Asiago: 2017-2018, 2021-2022